# العلاقات التنزانية الجيبوتية
العلاقات التنزانية الجيبوتية هي العلاقات الثنائية التي تجمع بين تنزانيا وجيبوتي.

## مقارنة بين البلدين
هذه مقارنة عامة ومرجعية للدولتين:
| وجه المقارنة                                              | تنزانيا                        | جيبوتي                    |
| --------------------------------------------------------- | ------------------------------ | ------------------------- |
| المساحة (كم2)                                             | 947.30 ألف                     | 23.20 ألف                 |
| عدد السكان (نسمة)                                         | 57.31 مليون                    | 956.99 ألف                |
| الكثافة السكانية (ن./كم²)                                 | 60.5                           | 41.25                     |
| العاصمة                                                   | دودوما                         | جيبوتي                    |
| اللغة الرسمية                                             | اللغة السواحلية، لغة إنجليزية  | لغة فرنسية، اللغة العربية |
| العملة                                                    | شيلينغ تانزاني                 | فرنك جيبوتي               |
| الناتج المحلي الإجمالي (بليون دولار)                      | 52.09 مليار                    | 1.84 مليار                |
| الناتج المحلي الإجمالي (تعادل القوة الشرائية) بليون دولار | 138.73 مليار                   | 3.10 مليار                |
| الناتج المحلي الإجمالي الاسمي للفرد دولار أمريكي          | 878                            | 1.95 ألف                  |
| الناتج المحلي الإجمالي للفرد دولار أمريكي                 | 2.54 ألف                       | 3.27 ألف                  |
| مؤشر التنمية البشرية                                      | 0.521                          | 0.470                     |
| رمز المكالمات الدولي                                      | +255                           | +253                      |
| رمز الإنترنت                                              | .tz                            | .dj                       |
| المنطقة الزمنية                                           | ت ع م+03:00، توقيت شرق أفريقيا | ت ع م+03:00               |

## منظمات دولية مشتركة
يشترك البلدان في عضوية مجموعة من المنظمات الدولية، منها:
| علم المنظمة | اسم المنظمة                                                | تاريخ انضمام تنزانيا | تاريخ انضمام جيبوتي |
| ----------- | ---------------------------------------------------------- | -------------------- | ------------------- |
|             | مؤسسة التنمية الدولية                                      | 6 نوفمبر 1962        | 1 أكتوبر 1980       |
|             | يونسكو                                                     | 6 مارس 1962          | 31 أغسطس 1989       |
|             | وكالة ضمان الاستثمار متعدد الأطراف                         | 19 يونيو 1992        | 12 يناير 2007       |
|             | الأمم المتحدة                                              | 14 ديسمبر 1961       | 20 سبتمبر 1977      |
|             | العملية المشتركة للاتحاد الأفريقي والأمم المتحدة في دارفور | ?                    | ?                   |
|             | مجموعة دول أفريقيا والكاريبي والمحيط الهادئ                | ?                    | ?                   |
|             | الاتحاد البريدي العالمي                                    | ?                    | ?                   |
|             | البنك الدولي للإنشاء والتعمير                              | 10 سبتمبر 1962       | 1 أكتوبر 1980       |
|             | الاتحاد الدولي للاتصالات                                   | 31 أكتوبر 1962       | 22 نوفمبر 1977      |
|             | منظمة حظر الأسلحة الكيميائية                               | ?                    | ?                   |
|             | مؤسسة التمويل الدولية                                      | 10 سبتمبر 1962       | 1 أكتوبر 1980       |
|             | منظمة التجارة العالمية                                     | 1995                 | ?                   |
|             | منظمة الشرطة الجنائية الدولية                              | ?                    | ?                   |
|             | الاتحاد الأفريقي                                           | 16 يناير 1964        | ?                   |
|             | البنك الإفريقي للتنمية                                     | ?                    | ?                   |

## وصلات خارجية
- موقع وزارة الخارجية التنزانية